# Associazione Calcio Ravenna 1939-1940
Questa pagina raccoglie le informazioni riguardanti l'Associazione Calcio Ravenna nelle competizioni ufficiali della stagione 1939-1940.

## Rosa
| N. |                   | Ruolo | Calciatore         |
| -- | ----------------- | ----- | ------------------ |
|    | Italia (bandiera) | D     | Giorgio Ballerini  |
|    | Italia (bandiera) | A     | Leonino Baratella  |
|    | Italia (bandiera) | D     | Guido Berti        |
|    | Italia (bandiera) | C     | Edgardo Biagini    |
|    | Italia (bandiera) | P     | Pietro Borghi      |
|    | Italia (bandiera) | A     | Carlo Capra        |
|    | Italia (bandiera) | C     | Giacomo Cignani    |
|    | Italia (bandiera) | A     | Francesco Cortesi  |
|    | Italia (bandiera) | A     | Luigi Dalle Vacche |
|    | Italia (bandiera) | C     | Bruno Eduini       |
|    | Italia (bandiera) | D     | Mario Gagni        |
|    | Italia (bandiera) | D     | Giuliano Gobetto   |
|    | Italia (bandiera) | D     | Vincenzo Lega      |

| N. |                   | Ruolo | Calciatore        |
| -- | ----------------- | ----- | ----------------- |
|    | Italia (bandiera) | A     | Ariano Monti      |
|    | Italia (bandiera) | C     | Mario Pazienti    |
|    | Italia (bandiera) | A     | Aldo Perugini     |
|    | Italia (bandiera) | C     | Silvio Poli       |
|    | Italia (bandiera) | C     | Armando Roncarati |
|    | Italia (bandiera) | A     | Enrico Roncuzzi   |
|    | Italia (bandiera) | D     | Alberto Rubboli   |
|    | Italia (bandiera) | P     | Giordano Sama     |
|    | Italia (bandiera) | C     | Alessandro Sassi  |
|    | Italia (bandiera) | A     | Libero Soglia     |
|    | Italia (bandiera) | C     | Gino Strocchi     |
|    | Italia (bandiera) | A     | Loris Tubi        |
|    | Italia (bandiera) | D     | Arcangelo Zerbini |